# Bejun Mehta
Bejun Mehta (Laurinburg, 28 giugno 1968) è un contraltista statunitense, specializzato in opera barocca.

## Biografia

### Vita e famiglia
Bejun Mehta è cresciuto a Ann Arbor, Michigan. Suo padre, Dady Mehta, un pianista nato a Shanghai da genitori indiani che è cugino del direttore d'orchestra Zubin Mehta, era professore di pianoforte presso la Eastern Michigan University. Sua madre, Martha Ritchey Mehta di Altoona, in Pennsylvania, è stata un soprano e giornalista che ha lavorato presso l'ufficio sviluppo dell'Università del Michigan Museum of Art ed è stata la prima insegnante di canto di Bejun. Suo fratello, Navroj Mehta, è violinista e direttore artistico del Ventura Music Festival.

### Gli inizi della carriera musicale
Dai nove ai quindici anni, Mehta è stato un bambino soprano solista in concerti e registrazioni. Del suo CD per l'etichetta Delos nel 1983, Leonard Bernstein ha commentato: «È difficile credere la ricchezza e la maturità di comprensione musicale che ci sono in questo adolescente».
Dopo aver cambiato la sua voce, Mehta ha studiato violoncello, sia come solista che come membro d'orchestra, e ha studiato con Aldo Parisot alla Yale University. Mehta è laureato alla Yale University con una laurea in letteratura tedesca. 
Dopo alcuni anni in cui ha tentato di cantare come baritono, senza molto successo, è rimasto affascinato dall'idea di poter diventare un contraltista, dopo aver letto sul New Yorker un profilo del contraltista David Daniels, la cui esperienza sembrava rispecchiare la sua.
Nel 1998, Marilyn Horne, che aveva conosciuto il suo lavoro da ragazzo soprano, gli offrì una sponsorizzazione attraverso la Marilyn Horne Foundation, un'organizzazione che lavora per promuovere nuovi talenti e preservare l'arte del canto.

### Esibizioni
Mehta si è esibito regolarmente con ruoli del suo repertorio nei più importanti teatri d'opera come Covent Garden, Bayerische Staatsoper, Opéra National de Paris, Théâtre du Châtelet, La Scala, Theater an der Wien, Berliner Staatsoper, Théatre de la Monnaie, Netherlands Opera, il Liceu di Barcelona, il Teatro Real di Madrid, Metropolitan Opera, Lyric Opera di Chicago, Los Angeles Opera, San Francisco Opera, e il New York City Opera. Si è esibito ai festival di Salisburgo, Glyndebourne, Edimburgo, Aix en Provence, e Verbier, e al London BBC Proms.

## Premi
Ha ricevuto l'ECHO Klassik, il Gramophone Award, Le Diamant d'Opera Magazine, il Choc de Classica, ed è stato nominato per il Grammy Award, il Laurence Olivier Award, e il Preis der Deutschen Schallplattenkritik. Nel 2015 ha ricevuto il Premio Traetta dalla Traetta Society per il suo impegno e la sua passione nella riscoperta del patrimonio musicale europeo.

## Repertorio
| Ruolo                   | Titolo                    | Autore   |
| ----------------------- | ------------------------- | -------- |
| Primo angelo Il ragazzo | Written on Skin           | Benjamin |
| Oberon                  | A midsummer night's dream | Britten  |
| Orfeo                   | Orfeo ed Euridice         | Gluck    |
| Silla                   | Silla                     | Graun    |
| Ottone                  | Agrippina                 | Händel   |
| Mago cristiano          | Rinaldo                   | Händel   |
| Giulio Cesare Tolomeo   | Giulio Cesare in Egitto   | Händel   |
| Andronico Tamerlano     | Tamerlano                 | Händel   |
| Bertarido Unulfo        | Rodelinda                 | Händel   |
| Riccardo                | Riccardo Primo            | Händel   |
| Armindo                 | Partenope                 | Händel   |
| Orlando                 | Orlando                   | Händel   |
| Arsamene                | Serse                     | Händel   |
| Cyrus                   | Belshazzar                | Händel   |
| Didymus                 | Theodora                  | Händel   |
| Hamor                   | Jephtha                   | Händel   |
| Stephan                 | Stilles Meer              | Hosokawa |
| Farnace                 | Mitridate, re di Ponto    | Mozart   |
| Emone                   | Antigona                  | Traetta  |

## Discografia
- Handel: Rinaldo. Academy of Ancient Music, Christopher Hogwood. Decca CD 467.087
- Handel: Giulio Cesare. Les Musiciens du Louvre, Marc Minkowski. Archiv Produktion CD 4742102
- Peter Eötvös: Trois Soeurs. Théatre du Chatelet, Peter Eötvös. DVD Chatelet/TV
- Handel: Messiah. Unitel/Classica DVD, C maggiore divertimento 703.104
- Mozart: Mitridate. Les Musiciens du Louvre, Marc Minkowski, Festival di Salisburgo. Decca DVD, Unitel/3Sat
- Handel: Baldassarre. Für Alte Musik Akademie di Berlino, René Jacobs. Harmonia Mundi HMD 9.909.028,29
- Handel: Teodora. Freiburg Baroque Orchestra, Ivor Bolton, Festival di Salisburgo. Unitel/Classica DVD, C maggiore divertimento A04001521
- Ombra Cara. Handel arie d'opera. Freiburg Baroque Orchestra, René Jacobs. Harmonia Mundi HMC902077
- Down by the Sally Gardens. Canzoni in inglese. Con Julius Drake. Harmonia Mundi HMC902093
- Handel: Agrippina. Für Alte Musik Akademie di Berlino, René Jacobs. Harmonia Mundi HMC902088.90
- Benjamin: Written on Skin. Mahler Chamber Orchestra, George Benjamin. Nimbus NI5885
- Benjamin: Written on Skin. Orchestra della Royal Opera House di Covent Garden, George Benjamin. Opus Arte OA1125 D
- Che puro ciel: The Rise of Opera Classica. Für Alte Musik Akademie di Berlino, René Jacobs. Harmonia Mundi HMC902172
- El Maestro Farinelli. Concerto Köln, Pablo Heras Casado. DG/Archiv Produktion 479 2050
- Gluck: Orfeo ed Euridice. Collegium 1704, Vaclav Luks. ArtHaus Musik DVD 102 184/108 103
- Handel: Orlando. B'Rock Orchestra, René Jacobs. DG/Archiv Produktion 479 2199